# Material genético
Material genético refere-se aos ácidos nucleicos que codificam os genes. O conjunto completo dos genes de uma espécie é chamado genoma.

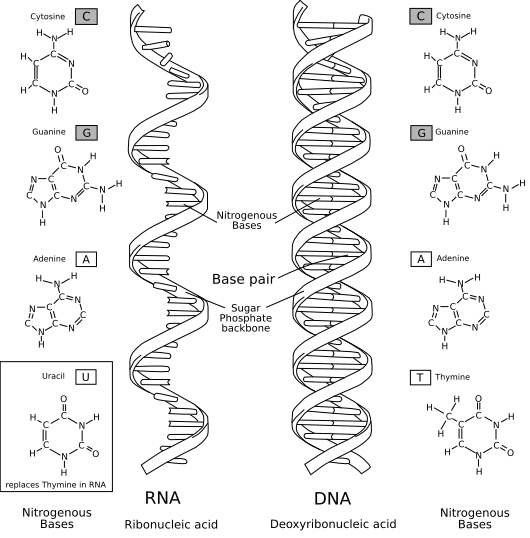
Legenda

O material genético contém a informação genética de uma forma de vida orgânica. Nos seres vivos e retrovírus, o material genético consiste quase exclusivamente de ácido desoxirribonucleico (DNA) de cadeia dupla. No caso de alguns vírus DNA, o material pode ser DNA de cadeia única, enquanto os vírus RNA têm o ácido ribonucleico RNA como material genético.
Em geral, cada célula tem uma quantidade média constante de material genético ao longo da sua vida. Em relação à quantidade de material genético, em cada organismo, é observada uma variação muito significativa. Por um tempo existiu o raciocínio de que os organismos de menor complexidade, como as bactérias e archaeas (procariotos) possuem menor quantidade de material genético, enquanto os organismos de maior complexidade, como os eucariotos, possuem-no em maior quantidade. Com a justificativa de que quanto maior o genoma, mais genes e portanto maior a capacidade de funções e maior complexidade.
Todavia, a relação entre a maior quantidade de material genético e o aumento da complexidade do organismo não é linear, nem correta.
Se observamos a diferença entre uma bactérias de funcionamento menos complexo com as bactérias de maior complexidade, podemos ver um aumento de quantidade de material genético. Entretanto, ao compararmos os mesmos parâmetros ou parâmetros similares entre organismos eucariotos, não existe essa relação. Um exemplo é que a ameba Ameba dubia, que é um organismo unicelular, possui aproximadamente 200 vezes mais material genético que o ser humano, que é considerado por muitos o organismo mais complexo conhecido. 
A natureza de dupla cadeia do DNA permite a correção de mutações e é muito menos sujeito à mutações, enquanto o RNA é bem mais sujeito à degradação. Por isso, as células atuais usam o DNA para resguardar a informação genética e o RNA principalmente para construir proteínas a partir de instruções do DNA, na forma de RNA mensageiro, RNA ribossômico e RNA de transferência. 
Tanto o RNA quanto o DNA são macromoléculas compostas de nucleotídeos, ligados entre suas unidades por ligações fosfodiéster dos quais existem quatro disponíveis em cada molécula: Para o DNA - Adenina (A); Citosina (C); Timina (T) e Guanina (G). Para o RNA - Adenina (A); Citosina (C); Uracila (U) e Guanina (G). 
O material genético em sua sequência de nucleotídeos compõe um código, o código genético. Responsável por resguardar as informações necessárias para o desenvolvimento do organismo que o possui. E deve também permitir mudanças, para que se dê espaço para a ação da evolução por seleção natural. Por ultimo deve ser capaz de se replicar, para que possa ser perpetuado nas gerações futuras.
O código genético é transcrito e traduzido para que se sintetize as proteínas necessárias para a manutenção da vida do organismo. E para o entendimento do seu funcionamento: a sua tradução se dá pela leitura de códons, formado pela sequência de três nucleotídeos, em uma espécie de "palavra genética", que codifica um aminoácido na síntese de uma proteína. A tradução do códon-aminoácido é conhecida como tradução genética.

## Mundo do RNA
Acredita-se que o primeiro material genético tenha sido o RNA, ocorrendo inicialmente em moléculas de RNA autorreplicantes, flutuando em corpos de água. Este período hipotético na evolução da vida celular é conhecido como o mundo do RNA. Essa hipótese foi formulada por Walter Gilbert, um físico e bioquímico norte-americano, em 1986. Tal hipótese é baseada na capacidade de o RNA agir tanto como material genético quanto como um catalisador (ribozima ou ribossoma). No entanto, uma vez que as proteínas que podem formar enzimas passaram a existir, a molécula de DNA, que é consideravelmente mais estável e menos sujeita a degradação que o RNA se tornou o material genético dominante - situação que perdura até a atualidade. 